# Shemekia Copeland

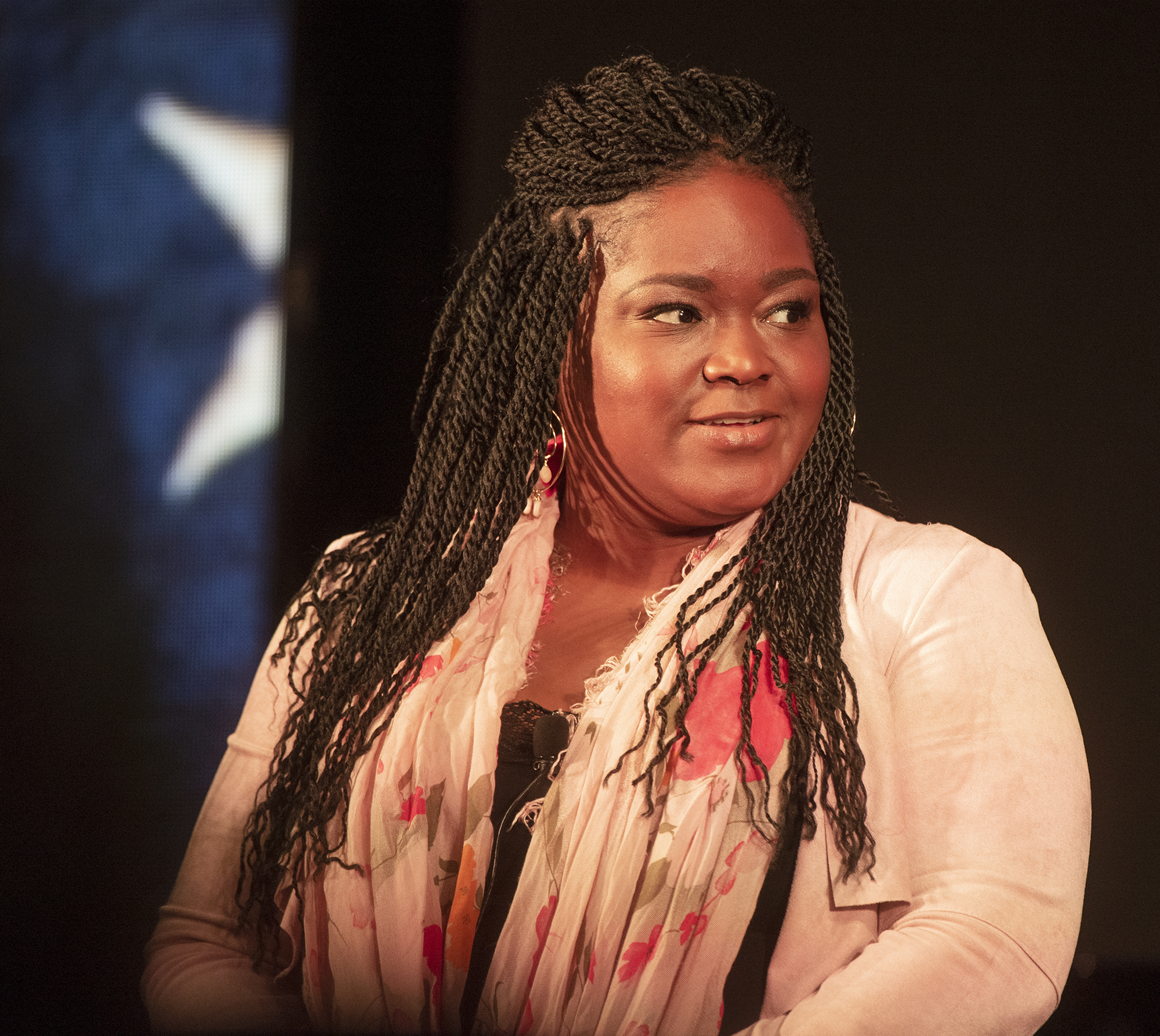
Shemekia Copeland (2019)

Charon Shemekia Copeland (* 10. April 1979 in Harlem, New York City) ist eine US-amerikanische Blues-Sängerin in der Tradition von Koko Taylor und Etta James.

## Leben und Wirken
Shemekia Copeland ist die Tochter des Blues-Gitarristen Johnny „Clyde“ Copeland. Bereits mit acht Jahren stand sie auf der Bühne. Mit 16 begann sie ihre Karriere als Sängerin und ging mit ihrem Vater auf Tournee. 1998 erschien ihr erstes Album Turn the Heat Up!, das begeistert aufgenommen wurde.
Mit dem zweiten Album Wicked aus dem Jahr 2000 gewann Copeland drei Handy Awards und wurde für einen Grammy nominiert. Bereits 1999 wurde sie mit dem Living Blues Award in drei Kategorien ausgezeichnet. 2001 folgte einer als beste Blueskünstlerin und als Künstlerin des Jahres. Diese Auszeichnung verliehen die Leser des Living Blues Magazin ihr auch 2010. Das nächste Album Talking to Strangers aus dem Jahr 2002 produzierte Dr. John und erreichte sofort die Spitzenposition der Billboard Blues Charts.
Nachdem Copeland 2013 für einen Blues Music Award in der Kategorie „Contemporary Blues Female Artist“ nominiert wurde, erhielt sie  diesen Titel 2016 und 2020. Ihr Album America’s Child gewann bei den Blues Music Awards 2019 sowohl in der Kategorie „Album of the Year“ als auch in der Kategorie „Contemporary Album of the Year“.
Bei ihren weltweiten Auftritten sang Shemekia Copeland mit Blues-Legenden wie Buddy Guy, B. B. King, Taj Mahal, Dr. John und Koko Taylor.

## Diskografie

### Alben
- Turn the Heat Up! (1998)
- Wicked (2000)
- Talking to Strangers (2002)
- The Soul Truth (2005)
- Never Going Back (2009)
- 33 1/3 (2012)
- Outskirts of Love (2015)
- America’s Child (2018)
- Uncivil War (2020)
- Done Come Too Far (2022)[2]

### DVD
- Shemeika Copeland - On Stage at World Cafe Live  (2007)

### Gastauftritte (Auswahl)
- James Cotton 35th Anniversary Jam  (2002)
- Angel Eyes  (2001) Original Soundtrack
- George Jones Gospel Collection
- Chris Carter Night Shift  (2003)